# Barcikowo (gromada)
Barcikowo – dawna gromada, czyli najmniejsza jednostka podziału terytorialnego Polskiej Rzeczypospolitej Ludowej w latach 1954–1972.
Gromady, z gromadzkimi radami narodowymi (GRN) jako organami władzy najniższego stopnia na wsi, funkcjonowały od reformy reorganizującej administrację wiejską przeprowadzonej jesienią 1954 do momentu ich zniesienia z dniem 1 stycznia 1973, tym samym wypierając organizację gminną w latach 1954–1972.
Gromadę Barcikowo z siedzibą GRN w Barcikowie utworzono – jako jedną z 8759 gromad na obszarze Polski – w powiecie lidzbarskim w woj. olsztyńskim na mocy uchwały nr 16 WRN w Olsztynie z dnia 4 października 1954. W skład jednostki weszły obszary dotychczasowych gromad Barcikowo, Kabikiejmy, Cerkiewnik, Kabikiejmy Dolne i Stary Dwór (bez części gruntów leżących przy granicy miasta Dobre Miasto) ze zniesionej gminy Dobre Miasto oraz część obszaru miasta Dobrego Miasta (ograniczonego granicą miasta od strony południowej oraz rzeką Łyną od strony zachodniej i drogą łączącą miasto Lidzbark Warmiński z Barcikowem od strony wschodniej) w tymże powiecie. Dla gromady ustalono 16 członków gromadzkiej rady narodowej.
31 grudnia 1961 do gromady Barcikowo włączono wsie Podleśna i Jesionowo ze zniesionej gromady Podleśna w tymże powiecie.
1 stycznia 1969 z gromady Barcikowo wyłączono obszar o powierzchni 6 ha położony pomiędzy wsiami Cerkiewnik i Spręcowo, włączając go do gromady Dywity w powiecie olsztyńskim w tymże województwie
Gromada przetrwała do końca 1972 roku, czyli do kolejnej reformy gminnej.